# 1975 في البرتغال
فيما يلي قوائم الأحداث التي وقعت خلال عام 1975 في البرتغال.

## سياسة

### تعيين في المنصب
- 2 يونيو – مارسيلو ريبيلو دي سوزا نائب في الجمعية التأسيسية ‏.
- 2 يونيو – مارسيلو ريبيلو دي سوزا نائب في الجمعية التأسيسية ‏.

### انتهاء فترة المنصب
- 26 مارس – ماريو سواريز وزير الخارجية  [لغات أخرى]‏.
- 19 سبتمبر – فاسكو غونسالفيس رئيس وزراء البرتغال.

## مواليد

### يناير
- 1 يناير – أندريه نيفيس رياضياتي برتغالي.
- 1 يناير – فيليبا سيزار مخرجة أفلام برتغالية.[1]
- 8 يناير – كارلوس كارنييرو لاعب كرة قدم برتغالي.
- 28 يناير – بيدرو بينتو

### مارس
- 4 مارس – باولو غوميز لاعب كرة قدم برتغالي.[2]
- 11 مارس – جواو باربوسا

### أبريل
- 16 أبريل – تياغو فيريرا لاعب كرة قدم برتغالي.[3]
- 30 أبريل – خوسيه كارلوس كايتانو كزافييه عالم طيور برتغالي.

### مايو
- 8 مايو – ميغيل ماتشادو سباح برتغالي.
- 13 مايو – باولو سوزا لاعب كرة قدم برتغالي.[4]
- 27 مايو – جواو توماس لاعب كرة قدم برتغالي.[5]

### يونيو
- 1 يونيو – غاسبار آزيفيدو لاعب كرة قدم برتغالي.[6]
- 14 يونيو – روي فاريا لاعب كرة قدم برتغالي.
- 18 يونيو – خورخي سوزا لاعب كرة قدم.[7]

### يوليو
- 1 يوليو – فرناندو روتشا فكاهي برتغالي.
- 7 يوليو – ايمانويل براغا لاعب كرة قدم برتغالي.
- 7 يوليو – باولا كريستينا لاعبة كرة قدم برتغالية.[8]
- 12 يوليو – جواو غوميز مبارز بالسيف برتغالي.

### سبتمبر
- 15 سبتمبر – اغوستينيو كا لاعب كرة قدم برتغالي.
- 19 سبتمبر – بوك لاعب كرة قدم برتغالي.[9]
- 26 سبتمبر – ريكاردو سيلفا لاعب كرة قدم برتغالي.[10]

### أكتوبر
- 12 أكتوبر – سوزانا فيليكس[11]
- 20 أكتوبر – نيسلون باريرا لاعب كرة قدم برتغالي.[12]
- 21 أكتوبر – هنريكه هيلاريو لاعب كرة قدم برتغالي.[13]
- 22 أكتوبر – برونو ريبيرو
- 22 أكتوبر – نونو آبرو لاعب كرة قدم برتغالي.
- 27 أكتوبر – نونو سيلفا لاعب كرة قدم برتغالي.

### نوفمبر
- 13 نوفمبر – كويم لاعب كرة قدم برتغالي.[14]
- 14 نوفمبر – نونو مارتشال لاعب كرة سلة برتغالي.

### ديسمبر
- 4 ديسمبر – خورخي سيلفا لاعب كرة قدم برتغالي.[15]
- 11 ديسمبر – سيرجيو راموس لاعب كرة سلة برتغالي.
- 17 ديسمبر – إيفو أفونسو لاعب كرة قدم برتغالي.[16]
- 17 ديسمبر – روي أوسكار لاعب كرة قدم برتغالي.[17]
- 29 ديسمبر – سيزار بيريرا لاعب كرة قدم برتغالي.[18]

## وفيات

### يناير
- 29 يناير – مانويل كيمارايس (مواليد 1915)